# Arquidiocese de Diamantina

Mapa da Arquidiocese de Diamantina.

A Arquidiocese de Diamantina (Archidiœcesis Adamantina) é uma circunscrição eclesiástica da Igreja Católica no estado de Minas Gerais. A sé arquiepiscopal está na Catedral Metropolitana de Diamantina, situada na cidade de Diamantina.

## História
Os índios botocudos guiaram os primeiros exploradores pela região, em busca de ouro. Minas ainda não tinha revelado todo o seu fascinante mundo dourado quando, em 1713, pequeninas pedras brilhantes foram encontradas no Arraial do Tijuco. O diamante até então só era encontrado nas Índias  É compreensivo o impacto que a descoberta não causou na época, tal fato, entre outras consequências, resultou na criação da Paróquia Nossa Senhora da Conceição, naquele mesmo ano 
Ao contrário do ciclo do ouro, que declinou no final do séc. XVIII, o ciclo do diamante manteve sua exuberância por mais tempo. A região tinha à época a elite mais requintada de Minas Gerais, o que evidentemente impactou na construção de igrejas luxuosas, em um período em que as cidades do ouro amarguravam a exaustão de suas jazidas. Assim, com a influência crescente da região, a Diocese de Diamantina foi criada a 6 de junho de 1854, desmembrada da então diocese de Mariana (atualmente, arquidiocese de Mariana) pelo Papa Pio IX.
Contudo, a elevação à condição de arquidiocese e sede metropolitana viria por razões opostas: a crise do ciclo dos diamantes fez com que governo e igreja católica se esforçassem para gerar emprego na região, nela, portanto, gastaram a renda que
auferiram de seus garimpos, gerando muitos funcionários públicos e eclesiásticos que, com seus salários regulares, movimentaram a venda de mercadorias e serviços. Em torno destas camadas, sobreviveram muitas pessoas ligadas aos trabalhos domésticos, às indústrias artesanais, ao comércio ambulante e às ações de caridade. Como parte da estratégia, em 28 de junho de 1917 houve a elevação à condição da província eclesiástica ao nível de curia metropolina, pelo Papa Bento XV. 

### Seminário Sagrado Coração de Jesus
O Seminário Provincial Sagrado Coração de Jesus foi fundado em 1864 por Dom João Antônio dos Santos, o primeiro bispo da nova Diocese de Diamantina. Os primeiros seminaristas foram aqueles que já estavam no Seminário de Mariana e que eram oriundos do território da nova Diocese. O seminário foi entregue inicialmente aos cuidados dos padres Lazaristas, por influência de Dom Viçoso, bispo de Mariana. 
Em 1921, a igreja do Sagrado Coração, que primeiramente serviu de capela do seminário e depois como Matriz paroquial, foi elevada à dignidade de Basílica Menor, sendo a primeira igreja mineira a receber esse título.

## Bispos e arcebispos
|                    | Nome                                | Período    | Notas                                     |
| Arcebispos         | Arcebispos                          | Arcebispos | Arcebispos                                |
| ------------------ | ----------------------------------- | ---------- | ----------------------------------------- |
| 8º                 | Darci José Nicioli, C.Ss.R.         | 2016-atual |                                           |
| 7º                 | João Bosco Oliver de Faria          | 2007-2016  |                                           |
| 6º                 | Paulo Lopes de Faria                | 1997-2007  |                                           |
| 5º                 | Geraldo Majela Reis                 | 1981-1997  |                                           |
| 4º                 | Geraldo de Proença Sigaud, S.V.D.   | 1960-1980  |                                           |
| 3º                 | José Newton de Almeida Baptista     | 1954-1960  | Nomeado arcebispo de Brasília             |
| 2º                 | Serafim Gomes Jardim da Silva       | 1934-1953  |                                           |
| 1º                 | Joaquim Silvério de Sousa           | 1917-1933  |                                           |
| Arcebispo coajutor |                                     |            |                                           |
|                    | Paulo Lopes de Faria                | 1995-1997  |                                           |
| Bispos auxiliares  |                                     |            |                                           |
|                    | Antônio José dos Santos, C.M.       | 1918-1929  | Nomeado bispo de Assis                    |
|                    | Carlos Carmelo de Vasconcelos Motta | 1932-1935  | Nomeado arcebispo de São Luís do Maranhão |
|                    | João de Souza Lima                  | 1949-1955  | Nomeado bispo de Nazaré                   |
| Bispos diocesanos  |                                     |            |                                           |
| 2º                 | Joaquim Silvério de Sousa           | 1905-1917  | Elevado a arcebispo                       |
| 1º                 | João Antônio dos Santos             | 1863-1905  |                                           |
| Bispo coadjutor    |                                     |            |                                           |
|                    | Joaquim Silvério de Sousa           | 1901-1905  |                                           |

## Municípios
A arquidiocese abrange 34 municípios:
- Diamantina
- Alvorada de Minas
- Angelândia
- Aricanduva
- Augusto de Lima
- Buenópolis
- Buritizeiro
- Capelinha
- Carbonita
- Congonhas do Norte
- Corinto
- Couto de Magalhães de Minas
- Curvelo
- Datas
- Felício dos Santos
- Felixlândia
- Gouveia
- Inimutaba
- Itamarandiba
- Joaquim Felício
- Lassance
- Monjolos
- Morro da Garça
- Pirapora
- Presidente Juscelino
- Presidente Kubitschek
- Santo Antônio do Itambé
- Santo Hipólito
- São Gonçalo do Rio Preto
- Senador Modestino Gonçalves
- Serra Azul de Minas
- Serro
- Três Marias
- Várzea da Palma